# مصطفی‌آباد (خوی)
مصطفی‌آباد، روستایی است از توابع بخش صفاییه و در شهرستان خوی استان آذربایجان غربی ایران.

## جمعیت
این روستا در دهستان الند قرار داشته و بر اساس سرشماری سال ۱۳۸۵ جمعیت آن ۹۳ نفر (۲۱ خانوار)
بوده‌است.